# Anima (studio)
Anima spol. s r.o. je filmové studio, které vzniklo v Praze roku 1991. Specializuje se výhradně na výrobu animovaných filmů klasickými technikami (ploška, reliéf, plastelína, loutka, pixilace).
Do roku 2012 v tomto studiu vzniklo přes 170 jednotlivých dílů dvanácti večerníčkových seriálů pro Českou a Slovenskou televizi, pixilovaný film, angličtina pro nejmenší a další filmy, uvedené ve filmografii. Podílelo se také na výrobě dvou celovečerních filmů a několika reklamních spotů. Za dvacet let existence tak bylo v tomto studiu realizováno přes 22 hodin čisté animace.

## Filmografie

### Seriály
- Myši na scénu (21 × 8 minut, 1994)
- Tút (14 × 7 minut, 1995-1996)
- Senzační příběhy klokana Hopíka (14 × 7 minut, 1996)
- O kohoutkovi a slepičce (7 × 7 minut, 1996)
- Medvědí vajíčko (7 × 7 minut, 1996)
- My tři braši od muziky (27 × 8 minut, 1999, 2003)
- Matylda (33 x 9 minut, 2000, 2006)
- Vánoční koledy (7 × 5 minut, 2001)
- Romské pohádky (7 minut, 2003)
- Pat a Mat (7 × 7 minut, 2003-2004)
- Čtyři uši na mezi (13 × 8 minut, 2005)
- Matylda (33 × 7 minut, 2000, 2002, 2006)
- Chaloupka na vršku (26 × 7 minut, 2008, 2013, 2022)
- Evropské pexeso (2 × 2 minuty, 2009)
- České pexeso (2 minuty, 2010)
- Inspektor Fousek na stopě (13 × 8 minut, 2009)
- Příběhy žabáka Froggyho (5 × 3,5 minuty, 2009)

### Krátké filmy
- Kronika Oldřicha S. (18 minut, 2012)

### Celovečerní filmy
- Tři sestry a jeden prsten - Fimfárum 2 (20 minut, 2006)
- Jak na Šumavě obři vyhynuli - Fimfárum 3 (10 minut, 2011)
- Rozum a štěstí - Fimfárum 3 (40 minut, 2011)

## Zaměstnanci
- Jakub Halousek
- Milan Halousek
- Radim Procházka
- David Filcík
- Pavel Rak
- Marcela Halousková
- Josef Lamka
- Hana Lamková
- František Mikeš
- Ivana Kratochvílová
- Marie Zemanová
- Ivo Špalj
- Jan Kacian
- Miloslav Žbánek
- Nataša Boháčková